# ジョーイ・チーク

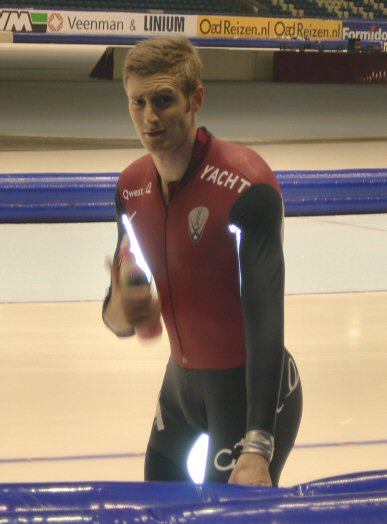
ジョーイ・チーク

ジョーイ・チーク（Joey Cheek、正式名William Joseph Cheek、1979年6月22日 - ）はアメリカの元スピードスケート選手。右手を氷に触れる三点スタートがトレードマーク。
2002年ソルトレークシティオリンピックに出場1000mで銅メダルを獲得した。2005-06年の世界スプリント選手権で総合優勝した。
トリノオリンピックでは500mで金メダル、1000mで銀メダルをそれぞれ獲得し、アメリカオリンピック委員会から贈られた報奨金4万ドルを人道支援組織の「ライト・トゥー・プレー」に寄付した。
2005-06年シーズンをもって現役を引退した。引退後はスーダン・ダルフール問題解決を目指す人権活動家。

## 自己ベスト
- 500m    34秒66
- 1,000m　1分07秒29
- 1,500m　1分44秒98
- 3,000m　3分54秒76
- 5,000m　6分42秒57
- 10000m 14分13秒81